# Marcus Roberson
Marcus Roberson (Fort Lauderdale, 4 ottobre 1992) è un giocatore di football americano statunitense che gioca nel ruolo di cornerback per i Buffalo Bills della National Football League (NFL). Non selezionato nell'ambito del Draft NFL 2014, venne in seguito ingaggiato dai St. Louis Rams come undrafted free agent. In precedenza aveva giocato a football per i Gators dell'Università della Florida.

## Carriera universitaria
Dopo aver giocato a football per la  St. Thomas Aquinas High School della sua città natale Fort Lauderdale, Roberson, designato al 2º posto tra i migliori cornerback della nazione della sua classe da parte del celebre sito di scouting Rivals.com, accettò la borsa di studio offertagli da Florida nonostante offerte pervenutegli da diverse altre università come USC, Texas Tech ed Auburn.
Come freshman nel 2011 fu titolare nei primi 10 incontri stagionali, per poi saltare i rimanenti incontri a causa di una slogatura al collo occorsagli nel match contro South Carolina. Egli chiuse così la sua stagione del debutto con 22 tackle di cui 0,5 con perdita di yard, un intercetto 2 passaggi deviati ed un fumble recuperato. L'anno seguente prese parte invece a tutti e 13 gli incontri, collezionando 23 tackle (di cui 18 solitari ed uno con perdita di yard),  1 sack, 2 intercetti e soprattutto 12 passaggi deviati, statistica nella quale risultò secondo miglior giocatore dell'anno della Southeastern Conference. A fine anno fu poi inserito nel Second-team All-ACC. Nel 2013 fu continuamente alle prese con un infortunio che non gli permise di prender parte a più di 7 incontri, di cui 4 come titolare, durante i quali totalizzò 11 tackle e 3 passaggi deviati.

### Università
- Gator Bowl: 1

Florida Gators: 2011

### Individuale
- Second-team All-ACC: 1

2012

## Carriera professionistica

### St. Louis Rams
Roberson era considerato uno dei migliori cornerback eleggibili al Draft NFL 2014 al quale, pronosticato per essere selezionato durante il 2º giro, si presentava da underclassman avendo deciso di rinunciare al suo ultimo anno da senior al college. Ciò nonostante fu uno dei clamorosi esclusi e venne scartato da tutte le squadre nella tre giorni di selezioni presso la Radio City Music Hall. Il 12 maggio assieme ad altri 14 giocatori fu ingaggiato come undrafted free agent dai St. Louis Rams